# Koninklijk Atheneum Voskenslaan
 (janvier 2009).
Si vous disposez d'ouvrages ou d'articles de référence ou si vous connaissez des sites web de qualité traitant du thème abordé ici, merci de compléter l'article en donnant les références utiles à sa vérifiabilité et en les liant à la section « Notes et références ».
L’Athénée Royal, qui, conjointement avec une école primaire et une école moyenne, fait partie d’un important ensemble scolaire, implanté dans la proche banlieue sud-ouest de Gand (plus exactement sur la Voskenslaan, litt. av. des Renardeaux), offre, outre un enseignement secondaire général, une section technique et une section combinant humanités et sport de haut niveau. Le Voskenslaan, ainsi que l’Athénée Royal de Gand est appelé familièrement, est le continuateur de l’École centrale du Département de l'Escaut, fondée en 1797 par le pouvoir français, et établie tout d’abord dans l’ancienne abbaye Baudeloo, dans le nord de la vieille ville, école qui devint Athénée Royal en 1850. Les cours furent, comme du reste partout en Flandre, donnés en français uniquement jusque dans les années 1930. Après achèvement des bâtiments neufs sur la Voskenslaan, une moitié environ des effectifs d’élèves et du professorat s’en vint en 1957 intégrer les nouveaux locaux. Standing, tradition et avenir sont les trois maîtres mots dans lesquels se cristallise l’esprit propre de l’école. Parmi les anciens élèves, on trouve les noms de nombreux hommes et femmes politiques, appartenant surtout aux familles socialiste et libérale, ainsi que les noms de quelques sportifs connus ayant fréquenté une des sections sportives. On peut citer : parmi les élèves de l’ancien Athénée Baudeloo, Karel van de Woestijne (écrivain), Victor Horta (architecte), et Leo Baekeland (industriel, inventeur de la bakélite) ; parmi les anciens du Voskenslaan : Guy Verhofstadt (homme politique libéral, ancien premier ministre), Dirk Verhofstadt (frère cadet du précédent, théoricien du social-libéralisme), Freya Van den Bossche (femme politique socialiste), Frank Beke (homme politique socialiste, ancien maire de Gand) ; les sportifs Aagje Vanwalleghem (gymnastique), Iljo Keisse et Dominique Cornu (cyclisme) et Kevin Rans (saut à la perche) ; enfin : Sabine De Vos (présentatrice de télévision et auteur de livres de jeunesse), Dirk Frimout (astronaute) et Nic Balthazar (critique de théâtre, homme de télévision, écrivain, metteur en scène de cinéma).